# Ermita de la Mare de Déu de Montiel
L'Ermita de la Mare de Déu de Montiel és un santuari ubicat al terme municipal de Benaguasil, al Camp de Túria (Comunitat Valenciana). Està situada a un tossal (250 m) des d'on es domina la vila i la comarca.

## Història
La tradició conta que el 1620, un pastor aragonès es va trobar la imatge de la Mare de Déu de Montiel en una cova, que encara es pot veure per una obertura tot just sota l'altar. En devoció, s'hi va construir una ermita en aquest indret, tot encetant les obres al maig de 1644. Set anys després, el desembre de 1651, va ser beneïda.
La importància que va prendre la imatge de la Mare de Déu de Montiel va comportar una ampliació de la primitiva ermita entre 1795 i 1801.
El 1850 s'hi va instal·lar una comunitat de monges terciàries caputxines, però només hi van romandre cinc anys abans de ser-hi expulsades a causa de les Guerres Carlistes. El van tornar a ocupar entre 1881 i 1931. En eixe període, el santuari de Montiel va ser la casa matriu de l'orde. El 1916 se'n va restaurar la façana.
Després de la Guerra Civil espanyola, l'ermitori va ser restaurat en diverses ocasions, una entre 1946 i 1961 i d'altra ja cap a finals del segle xx.

## L'edifici
L'església actual és de façana classicista. Compta amb una sola nau amb volta de canó i capelles laterals.
La imatge de la Mare de Déu de Montiel es troba en un relicari d'una fornícula del retaule major barroc. Va ser coronada el 1950 per Pius XII i és la reproducció de la primitiva, que va desaparèixer a la Guerra Civil espanyola.
A la banda de llevant hi ha la Casa d'Espiritualitat de les monges terciàries caputxines, que també exerceix les funcions d'hostatgeria.